# Thomas Babington Macaulay
Thomas Babington, primo Barone Macaulay (Leicestershire, 25 ottobre 1800 – Londra, 28 dicembre 1859), è stato uno storico e politico britannico.

## Biografia
Dopo aver studiato al Trinity College dell'Università di Cambridge, divenne avvocato nel 1826. Lasciata l'attività forense, Thomas Babington intraprese la carriera politica e nel 1830 entrò in Parlamento.
Nel 1832 contribuì al progetto di legge per la riforma elettorale e l'anno seguente difese il progetto di legge per l'abolizione della schiavitù. Negli anni dal 1834 al 1838 fu membro del Consiglio supremo dell'India. Fu a Calcutta fino al 1837 e si occupò della stesura del codice penale indiano. Nel 1838 scrisse la sezione 377 del codice penale indiano (sulla penalizzazione dell'omosessualità) che successivamente divenne la disposizione di base della criminalizzazione nelle colonie britanniche dei rapporti omosessuali.
Nel 1839 fu Secretary at War.
In un vasto lavoro in più volumi che lo ha reso celebre, la History of England from the Accession of James the Second (1848-1859), "si analizzavano a fondo l’accidentato cammino delle libertà fondamentali e, attraverso il mito fondatore della Gloriosa Rivoluzione del 1688-1689, l’ascesa della moderna forma di governo a base parlamentare".

## Opere
Tra i suoi scritti si ricordano:
- la raccolta di poesie Canti di Roma antica (Lays of Ancient Rome) (1842);
- Storia d'Inghilterra dal regno di Giacomo II (History of England from the accession of James II) (1849-1861);
- La conquista dell'India (The Life of Robert, Lord Clive - Memoirs of the life of Warren Hastings, first Governor General of Bengal).